# 法尔内西纳河岸

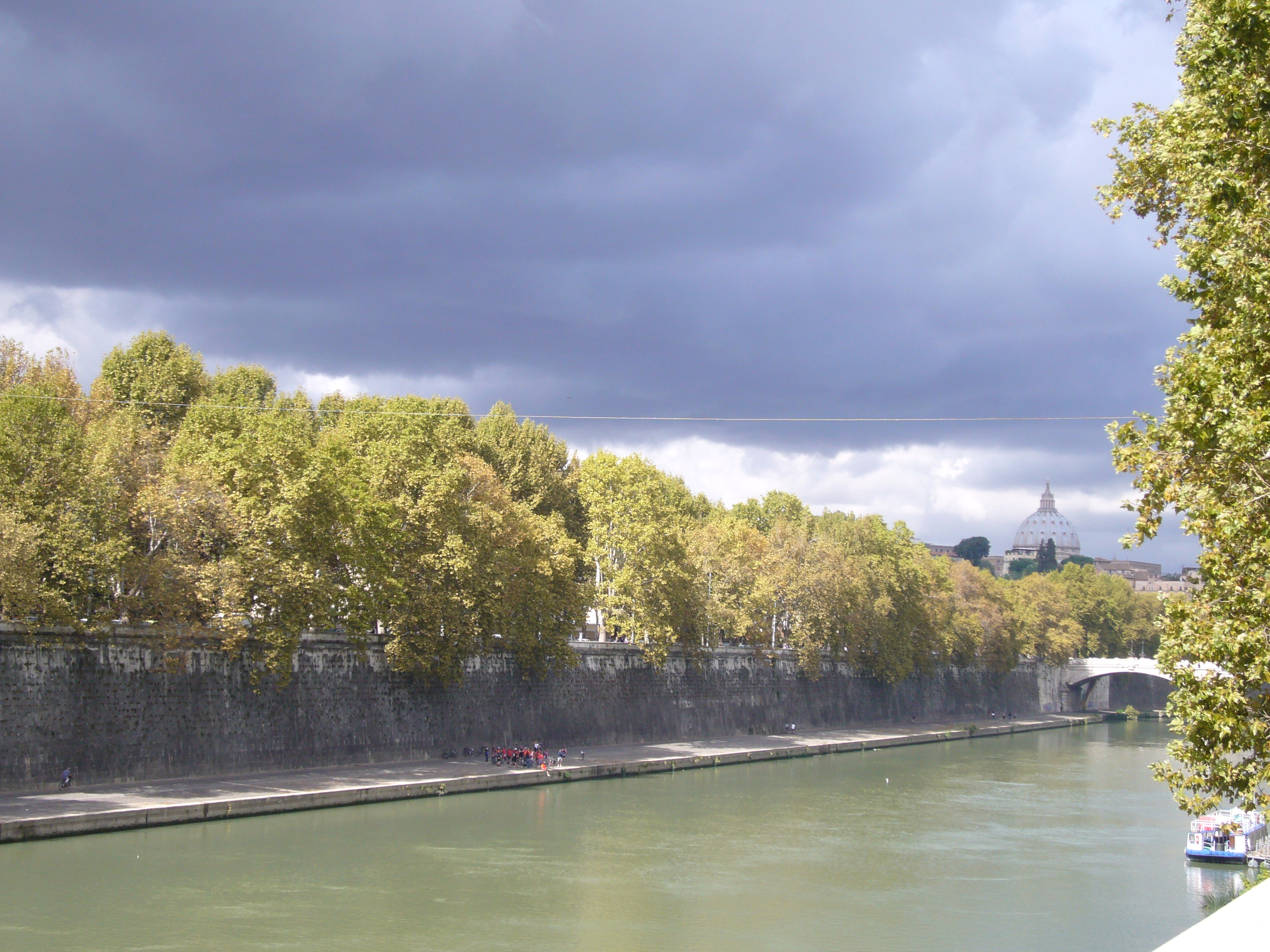

法尔内西纳河岸（Lungotevere della Farnesina）是意大利罗马特拉斯提弗列区的一段台伯河岸，连接屈路沙广场（Piazza Trilussa）与朱塞佩·马志尼桥。
河岸得名于法尔内西纳別墅，目前是意大利猞猁之眼国家科学院的所在地。
河岸修筑于1879年，期间发现了Gaius Sulpicius Platorinus的坟墓，其历史可以追溯到公元1世纪；经过重建后，它被移到戴克里先浴场内的罗马国家博物馆。